# Платон (Йованович)
Епи́скоп Плато́н (в миру Миливо́е Йова́нович, серб. Миливоје Јовановић; 29 сентября 1874, Белград — 5 мая 1941, Баня-Лука) — епископ Сербской православной церкви, епископ Банялукский.
В 1998 году канонизирован Сербской православной церковью в лике священномученика.

## Биография
Родился 29 сентября 1874 года в Белграде в семье Илии Йовановича и Йэлки Соколович. Получил образование в гимназиях Вране и Ниша, а затем продолжил своё образование в Белградской духовной семинарии.
Обучаясь в третьем классе духовной семинарии, принял монашество. По окончании семинарии был рукоположён в сан диакона и пресвитера.
В 1896 году был направлен служить на Сербское подворье в Москве. По указу Святейшего синода от 1 сентября 1897 года принят без экзамена в Московскую духовную академию, которую окончил в 1901 году со степенью кандидата богословия.
По возвращении из России назначен настоятелем Монастыря Раиновац. Как профессор служил в Алексинаце и Ягодине и за это время был награждён достоинством синкелла, протосинкела и архимандрита.
В течение Первой Балканской войны в 1912 году архимандрит Платон был бригадным священником, а во время Первой мировой войны — военным священником.
Недолгое время был администратором Охридской епархии. Во время оккупации был в Сербии и с помощью своих связей за границей помогал всем несчастным, особенно сиротам и вдовицам.
В 1932 году патриарх Варнава поставил его управляющим монастырской типографией в Сремских Карловцах и редактором «Вестника Сербской патриархии». Занимал эту должность до 1938 года.
В 1934—1936 годах — настоятель Монастыря Крушедол.
21 июня 1936 году Архиерейский собор Сербской православной церкви избрал архимандрита Платона епископом Моравичским, викарием патриарха Сербского с местом служения в Сремских Карловцах. 4 октября 1936 года в Сремских Карловцах был хиротонисан во епископа Моравичсакого. Хиротонию совершили патриарх Варнава (Росич), митрополит Загребский Досифей (Васич), митрополит Анастасий (Грибановский) (Русская православная церковь заграницей), епископ Бачский Ириней (Чирич), епископ Бостонский Макарий (Ильинский) (Русская православная церковь заграницей) и епископ Сремский Савва (Трлаич).
22 июня 1938 года избран епископом Охридско-Битольским.
8 декабря 1939 года избран епископом Баня-Лукским.
С началом немецкой оккупации Югославского королевства начались страдания православных сербов в Боснии. 10 апреля 1941 года новые власти «независимого государства Хорватия» указали ему покинуть его епархию, так как он был серб родом из Сербии, но епископ Платон ответил: «я канонически и законно от компетентных властей назначен епископом Баналукским и как таковой обязан я перед Богом, Церковью и народом проявлять заботу о своей духовной пастве, постоянно и стабильно, невзирая ни на какие обстоятельства и события, связывая неразрывно жизнь и свою судьбу с жизнью и судьбой своего духовного стада и … оставаясь со своим стадом, как добрый пастырь, который душу свою полагает за своих овец».
4 мая 1941 года епископу Платону было вновь приказано немедленно удалиться под страхом ареста, после чего епископ обратился к римско-католическому епископу Йозо Гаричу с просьбой убедить ответственного офицера позволить ему остаться хотя бы на несколько дней, чтобы собрать вещи. Гарич успокоил епископа Платона, но в ту же ночь, с 4 на 5 мая, хорватские усташи схватили болящего епископа вместе со священником Душаном Суботичем и вывезли из Баня Луки. За городом их убили, а тела бросили в реку Врбанью. Это было делом рук усташа Асима Челича.
Изуродованное тело епископа Платона было найдено в деревне Кумсале 23 мая 1941 года. Священномученик был первоначально похоронен на воинском кладбище в Баня Луке, а 1 июля 1973 года перенесён в Баня-лукский собор.

## Канонизация
На заседании Архиерейского собора Сербской православной церкви в 1998 году епископ Платон (Йованович) Банялукский был причислен к лику святых Сербской церкви. Память — 22 апреля (5 мая).
22 мая 2000 года в храме-памятнике Святого Саввы на Врачаре в Белграде состоялось главное торжество празднования в Сербии 2000-летия христианства, была совершена торжественная канонизация святых новомучеников Сербской православной церкви, пострадавших от усташей. Архиерейскую литургию служил патриарх Сербский Павел в сослужении всех архиереев и множества священников и диаконов Сербской церкви.